# 어쌔신 크리드 미라지
《어쌔신 크리드 미라지》(Assassin's Creed Mirage)는 유비소프트 보르도가 개발하고 유비소프트가 배급한 2023년 액션 어드벤처 게임이다. 이 게임은 어쌔신 크리드 시리즈의 13번째 주요 작품이며 《어쌔신 크리드 발할라》(2020)의 후속작이다. 이슬람의 황금기인 9세기 바그다드를 배경으로 하며, 특히 사마라의 무정부 시대 동안 바심 이븐 이샤크라는 거리의 도둑이 숨겨진 존재에 합류하여 평화와 자유를 위해 싸우고 통제를 통해 평화를 원하는 고대의 질서에 맞서는 이야기를 다룬다. 주요 이야기는 바심이 숨겨진 존재로서의 의무와 미스터리한 과거를 밝히려는 욕망 사이의 내적 갈등에 초점을 맞추고 있다.
원래는 《발할라》의 확장팩으로 구상되었으나, 게임의 범위를 확장하기 위해 스탠드얼론 타이틀로 재작업되었다. 미라지의 디자인 철학(이전에 보조 스튜디오였던 유비소프트 보르도가 주로 개발한 첫 번째 게임)은 최근 작품에서 두드러지게 나타난 롤플레잉 요소를 넘어 잠입, 파쿠르, 암살에 집중함으로써 시리즈의 뿌리로 돌아가는 것이었다. 그 결과 이 게임은 전작보다 규모가 훨씬 작으며 전작에서 도입된 요소와 프랜차이즈 초기 작품에서 발견된 요소를 결합했다.
미라지는 플레이스테이션 4, 플레이스테이션 5, Windows, 엑스박스 원, 엑스박스 시리즈 X/S용으로 2023년 10월 5일에 출시되었으며, 아이폰 15 프로의 IOS 및 아이패드 모델의 IPadOS용으로는 2024년 6월 6일에 출시되었다. 출시 후 이 게임은 비평가들로부터 전반적으로 긍정적인 평가를 받았으며, 세계 디자인, 잠입에 대한 집중 및 프랜차이즈의 본래 형태로의 회귀를 칭찬했지만, 일부는 캐릭터와 이전 시리즈 작품에 대한 스토리의 의존성을 비판했다. 미라지의 후속작인 어쌔신 크리드 섀도우스는 일본의 센고쿠 시대를 배경으로 하며 이전 작품의 롤플레잉 게임 플레이 스타일로 돌아가 2025년 3월에 출시되었다.

## 게임플레이
《어쌔신 크리드 미라지》는 이전의 어쌔신 크리드 타이틀을 연상시키도록 의도된 액션 어드벤처 잠입 게임으로, 더욱 선형적이고 스토리에 집중하며 최근 시리즈 작품에 존재했던 롤플레잉 요소의 수를 줄였다. 파쿠르, 근접 전투 및 잠입은 게임 플레이의 핵심 요소이다. 암살 임무의 경우 미라지는 이전에 《어쌔신 크리드: 유니티》 및 《어쌔신 크리드: 신디케이트》에서 볼 수 있었던 "블랙 박스" 디자인을 채택하여 플레이어가 환경을 탐험하여 대상을 찾고 제거하는 다양한 방법을 찾아야 한다.
게임은 주로 바그다드 시를 배경으로 하며, 이 도시는 4개 구역( 원형 도시, 카르크, 압바시야의 지혜의 집, 하르비야)으로 나뉘어 있지만, 도시 외곽에 위치한 안바르와 자르자라야와 같은 몇몇 작은 마을도 특징으로 한다. 숨겨진 자들의 요새 본부인 알라무트도 여러 임무에 등장하지만, 스토리 라인 외부에서는 접근할 수 없다. 바그다드는 최근 어쌔신 크리드 타이틀의 세계보다 훨씬 작으며, 각각 파리와 콘스탄티노폴리스를 묘사한 《어쌔신 크리드: 유니티》와 《어쌔신 크리드: 리벨레이션》과 크기가 비슷하다.
미라지는 단일 주인공 바심 이븐 이샤크를 특징으로 하며, 《어쌔신 크리드 발할라》와 같은 이전 게임의 성별 선택을 제거한다.
이전 어쌔신 주인공들과 마찬가지로 주인공 바심은 시그니처 어쌔신 히든 블레이드, 발연통, 투척 칼, 독 다트를 포함한 다양한 무기 및 도구를 사용할 수 있다. 무기와 도구 모두 스킬 트리를 통해 업그레이드할 수 있으며, 이를 통해 다양한 효과를 적용할 수 있다. 바심은 또한 이글 비전과 근처 지역을 정찰하는 데 사용할 수 있는 흰죽지수리인 엔키두라는 조류 동반자를 사용할 수 있다( 엔키두에 따라 명명됨). 조류 동반자가 등장하는 이전 어쌔신 크리드 게임과 달리 적 사수는 엔키두를 감지하고 쏠 수 있으므로 플레이어는 엔키두를 다시 사용하기 전에 사수를 제거해야 한다.
미라지는 플레이어가 여러 적을 동시에 제거할 수 있도록 하는 "어쌔신 포커스"라는 새로운 능력을 도입했으며, 은밀한 암살을 수행하여 충전된다. 이 능력이 활성화되면 시간이 멈추고 플레이어는 최대 5명의 적을 표시할 수 있으며, 바심은 이들을 신속하게 연속적으로 자동으로 처치한다. 또 다른 새로운 기능은 바그다드 주변에 위치한 다양한 기둥으로, 넓은 간격을 건너는 데 사용할 수 있다. 또한 이동 및 달리기 애니메이션이 이동성과 유동성을 개선하기 위해 세련되었으며, 개발팀은 "사무라이, 닌자, 심지어 어느 정도는 제다이"로부터 영감을 받았다.

## 시놉시스

### 설정
《어쌔신 크리드 미라지》는 아바스 칼리파국 통치 기간 중 극심한 내부 불안정 시대였던 사마라의 무정부 시대를 배경으로 이슬람의 황금기의 바그다드를 배경으로 한다. 《어쌔신 크리드 발할라》의 사건이 일어나기 10년 전에 벌어지는 이 게임은 바심 이븐 이샤크 (성우: 리 마즈두브)의 배경 이야기를 탐구하며, 그의 스승인 로샨 빈트-라아하드 (성우: 쇼레 아그다슐루)의 가르침 아래 거리의 도둑에서 완전한 숨겨진 자로 변모하는 과정을 그린다. 이전 어쌔신 크리드 게임과 마찬가지로 미라지도 역사적 인물들을 기반으로 한 여러 캐릭터를 특징으로 한다. 여기에는 아바스 칼리파국의 노예제에 대항한 잔즈 반란의 지도자 알리 이븐 무함마드, 학자이자 발명가 삼인조인 바누 무사 형제, 후라산과 바그다드의 마지막 타히리드 총독 무함마드 이븐 압둘라 이븐 타히르, 그리고 칼리프 알-무타즈 (아부 압둘라 무함마드 이븐 자파르)와 그의 어머니 카비하, 그리고 알-자히즈, 알-파르가니, 후나인 이븐 이샤크, 아립 알-마무니야, 와시프 알-투르키가 포함된다.

### 줄거리
어쌔신 크리드 발할라: 마지막 장의 사건 이후, 현대의 어쌔신들은 바심 이븐 이샤크가 제공한 혈액 샘플을 사용하여 아바스 칼리파국 시대의 그의 기억을 되살린다.
서기 861년, 바심은 어린 시절 친구이자 동반자인 네할과 함께 안바르에 사는 어린 거리의 도둑이다. 평생 동안 바심은 괴물 같은 지니의 환영에 시달려 왔으며, 네할이 그에게 대처하도록 도왔다. 단순한 도둑에 불과했지만 바심은 더 큰 열망을 가지고 숨겨진 자들에 합류하려 했으나, 안바르에 주둔한 고위 숨겨진 자 로샨 빈트-라아하드에게 단호히 거절당한다. 자신을 증명하기 위해 바심은 칼리프의 궁전에 몰래 들어가 숨겨진 자들과 고대의 질서가 모두 찾는 상자를 훔친다. 바심은 상자에서 홀로그램 메시지를 표시하는 원반 모양의 유물을 회수하고, 그 후 칼리프 알-무타와킬과 마주친다. 네할은 바심을 구하기 위해 칼리프를 죽이고 둘은 궁전에서 도망친다.
칼리프 살해에 대한 보복으로 경비병들은 바심의 친구들 상당수를 포함한 안바르의 모든 도둑들을 학살하기 시작하고, 그는 화를 내며 네할을 비난한 후 헤어진다. 이제 도망 중인 바심은 로샨의 도움으로 도시에서 탈출하고, 그녀는 그를 알라무트에 있는 숨겨진 자들의 산악 요새로 데려간다. 몇 년 동안 바심은 로샨 밑에서 훈련을 받고 마침내 숨겨진 자들로 시작된다. 그들의 멘토인 라이한이 바그다드에서 고대의 질서의 영향력이 급속히 확대되고 있음을 알게 되자, 그는 바심과 로샨이 이끄는 숨겨진 자들의 분견대를 도시로 보내 조사하기로 결정한다.
바그다드에 도착하자 바심은 5명의 고대의 질서 회원이 칼리파국의 최고 권력층에 침투하여 고대 이수 유물을 발굴하거나 재건하기 위해 이를 악용하고 있음을 알게 된다. 그는 계속해서 4명의 고대의 질서 회원을 추적하여 그들과 그들의 부하들을 암살하고 그들의 각 음모를 좌절시킨다. 이 기간 동안 바심은 네할과 재회한다. 네할은 숨겨진 자들을 불신하며 바심에게 고대의 질서가 찾는 유물을 조사하도록 권장한다. 그는 둘 다 어떤 식으로든 유물과 연결되어 있다고 믿는다. 마침내 바심은 아바스 하렘에서 고대의 질서의 지도자인 알-무타와킬의 전 첩 카비하와 마주친다. 카비하는 그가 찾는 답이 알라무트 아래에 있는 이수 사원에 있다고 주장한다. 카비하는 바심에게 사원에 동행하도록 설득하려 하지만, 더 이상 조사하지 말라고 바심에게 경고하는 로샨에게 살해당한다.
로샨의 말을 거스르고 바심은 네할과 함께 알라무트로 여행하지만, 고대의 질서 세력에 의해 요새가 포위된 것을 발견한다. 바심은 붙잡힌 많은 숨겨진 자들을 구출하고 그들을 모아 공격에 맞서 싸우게 하며, 라이한에게 그 안에 있는 힘이 고대의 질서를 영원히 물리치는 데 사용될 수 있다고 설득한 후 사원으로 향한다. 그러나 그는 로샨과 마주친다. 로샨은 바심의 진정한 본성을 알고 있으며 바심 안에서 무엇이 깨어날지 두려워하며 사원에 들어가는 것을 막으려 한다. 바심은 로샨을 물리치지만 그녀의 목숨을 살려주고 네할과 함께 사원에 들어간다. 안에서 그는 더 많은 원반 모양의 유물을 발견하고 사원이 한때 이수 로키가 갇혀 있었던 감옥으로 사용되었음을 알게 된다. 바심은 또한 네할이 전혀 존재하지 않았다는 것을 깨닫는다. 그녀와 지니는 모두 그의 억눌린 로키로서의 기억의 표현이었다. 로키의 환생으로서 자신의 본성을 받아들이기로 결심한 바심은 네할과 "융합"하고 로키의 기억을 되찾는다.
사원에서 나온 후 바심은 숨겨진 자들에게 다시 환영받지만, 로샨은 항의하며 사임한다. 이제 로키로서의 과거 삶을 완전히 알게 된 바심은 새로운 세상에서 다시 태어났다고 생각하며, 자신을 감금한 사람들과의 "재회"를 기대한다.

## 개발
2022년 9월 10일 유비소프트 포워드에서 발표되기 전, 코드네임 '리프트'로 미라지의 상세 내용이 유출되었다. 이는 게임이 《어쌔신 크리드 발할라》의 확장팩으로 시작되었다가 독립형 출시작으로 변경되었다는 사실이 밝혀졌을 때 발생했다.
미라지는 메인 캠페인이 약 15-20시간으로 프랜차이즈의 이전 게임과 유사한 더 작은 규모의 어쌔신 크리드 타이틀로 묘사되었다. 이 게임은 시리즈의 15주년을 기념하기 위해 설계되었으며, 개발자들은 《발할라》를 위해 구축된 기술을 사용하여 첫 번째 《어쌔신 크리드》에 경의를 표하는 게임을 만들었다.
2023년 6월 4일, 이 게임이 시리즈 최초로 아랍어 더빙을 지원한다고 발표되었으며, 요르단 배우 에야드 나사르가 이 버전에서 바심의 목소리를 맡았다.
게임에는 플레이어가 진행함에 따라 점차 잠금 해제되는 기사를 포함한 바그다드의 역사에 대한 교육 데이터베이스가 포함되어 있다. 이 데이터베이스는 9세기 압바스 문화를 할리리 컬렉션의 오브제 사진, 데이비드 컬렉션, 도리스 듀크 재단 이슬람 예술, 그리고 아랍 세계 연구소를 통해 보여준다. 데이터베이스 생성에는 이슬람 미술 분야의 4명의 학술 전문가가 참여했으며, 영국의 경제사회연구회와 자선단체 바라카트 트러스트의 지원을 받았다.
미라지는 게임 회사 오보가 디자인한 연동 햅틱 조끼와의 호환성을 특징으로 한다. 이것은 상체와 팔의 움직임을 감지하는 무선 스킨슈트이다.

## 출시
어쌔신 크리드 미라지는 원래 2023년 10월 12일에 출시될 예정이었으나, 10월 5일로 출시일이 앞당겨졌다. 플레이스테이션 4, 플레이스테이션 5, Windows, 엑스박스 원, 엑스박스 시리즈 X/S용으로 출시되었다. 아이폰 15 프로의 IOS 및 아이패드 모델의 IPadOS용 버전은 2024년 6월 6일에 출시되었다. 이 게임은 유비소프트+ 구독자 모두에게 출시 당일부터 이용 가능했다.
게임 발표 직후, 이 타이틀이 오락 소프트웨어 등급 위원회로부터 어른 전용 등급을 받아 미국 내 유통 채널 수가 제한될 것이라는 보도가 나왔다. 이 보도는 게임 공개 일주일 전 엑스박스 스토어의 목록에서 나왔으며, 이유 중 하나는 "실제 도박"을 포함하기 때문이었다. 유비소프트는 나중에 이 두 주장을 모두 바로잡고 게임이 아직 등급을 받지 않았으며 "게임에 실제 도박이나 루트박스가 없을 것"이라고 밝혔다.
게임 홍보를 위해 미국 밴드 원리퍼블릭은 2023년 9월 22일에 미샤알 타메르가 피처링한 "미라지"라는 노래를 발표했다. 같은 날 게임 홍보 영상과 함께 밴드 멤버와 타메르가 등장하는 뮤직 비디오도 공개되었다. 프론트맨 라이언 테더는 "중동에서 광범위하게 투어하면서 그 지역의 정신을 포착하고 가능한 한 음향적으로 게임의 배경을 반영하고 싶었다"고 말했다.

## 추가 콘텐츠
유비소프트는 게임을 예약 구매한 플레이어를 위해 40인의 도적이라는 독점 임무를 출시할 것이라고 발표했다. 미라지 디럭스 에디션에는 기본 게임, 추가 무기 및 꾸미기 아이템이 포함된 페르시아의 왕자에서 영감을 받은 팩, 게임 사운드트랙, 디지털 아트북이 포함된다. 페르시아의 왕자 팩은 별도로 구매할 수도 있다.
2023년 7월, 게임 디렉터 스테판 부동은 유비소프트가 출시 후 다운로드 가능 콘텐츠를 출시할 계획이 없음을 확인했다.
2023년 8월, 유비소프트는 미라지에 "출시 시점에 1차 상점에서 직접 구매할 수 있는 꾸미기 번들" 형태의 꾸미기 미세 거래가 있을 것임을 확인했다.
2023년 12월 12일, 게임에 대한 무료 업데이트가 출시되어 뉴 게임 플러스 모드, 《어쌔신 크리드 오리진》의 바예크의 로브에서 영감을 받은 레거시 의상, 그리고 개선된 파쿠르 메커니즘을 포함한 다양한 게임플레이 개선 및 버그 수정이 추가되었다. 2024년 2월 20일에 출시된 두 번째 무료 업데이트는 "완전 동기화"라는 영구 사망 모드를 추가했으며, 완료 시 새로운 의상과 염색을 포함한 다양한 보상을 플레이어에게 제공한다.

## 평가

### 비평적 평가
리뷰 애그리게이터 웹사이트 메타크리틱에 따르면, 어쌔신 크리드 미라지는 비평가들로부터 "전반적으로 긍정적인" 평가를 받았다.
GamesRadar+는 최근 작품에 비해 바그다드의 밀집된 성격을 칭찬하며, "시장은 여러 언어를 구사하는 쇼핑객과 상인들로 북적이고, 거리에는 사람들이 무리를 지어 거닌다"고 말했다. 잠입에 대한 집중과 게임을 잠입 스타일로 돌아가는 성공적인 첫걸음으로 칭찬하면서도, IGN은 바심이라는 캐릭터가 지루하다고 느끼며 "그는 그의 대인 관계에서 대체로 동의적이고 친절한 매우 부드러운 골든 리트리버 같은 남자이다"라고 썼다. 게임 인포머는 미라지의 파쿠르 시스템을 칭찬하며, "매력적인 파쿠르 이동의 기회는 항상 존재하며, 지붕을 따라 이동하고, 집 라인을 타고 내려가고, 숨는 곳으로 뛰어드는 것은 매우 즐겁다"고 말했다. 게임스팟은 사회적 잠입, 세계 디자인, 수사를 칭찬했지만, 이전 작품에 대한 스토리 라인의 의존성과 흥미롭지 않은 조연 캐릭터를 비판했다.

### 판매
일본에서 플레이스테이션 5 버전의 어쌔신 크리드 미라지는 출시 첫 주에 20,407개의 물리 유닛이 판매되어 해당 국가에서 세 번째로 많이 팔린 소매 게임이 되었다.
인사이더 게이밍의 톰 헨더슨에 따르면, 이 게임은 2024년 1월까지 5백만 명의 플레이어를 확보했으며 약 2억 5천만 달러의 수익을 올린 것으로 추정된다.

### 수상
| 날짜 | 시상식                           | 부문 | 결과 | Ref.   |
| ---- | -------------------------------- | ---- | ---- | ------ |
| 2024 | 제20회 영국 아카데미 게임 시상식 | 음악 | 후보 | [ 60 ] |

## 노트
1. ↑  유비소프트 싱가포르, 유비소프트 몬트리올, 유비소프트 필리핀, 유비소프트 상하이, 유비소프트 키이우, 유비소프트 오데사, 유비소프트 몽펠리에, 유비소프트 소피아, 유비소프트 베오그라드, 유비소프트 부쿠레슈티 및 유비소프트 퀘벡의 추가 작업. 유비소프트 소피아가 iOS 및 iPadOS로 포팅.
2. ↑  시리즈의 연속성에서 아사신 형제단과 템플러 기사단은 11세기 십자군 전쟁 중에 현대적인 이름을 채택했다. 그 이전에는 각각 숨겨진 존재와 고대의 질서라고 불렸다.[1]
3. ↑  유물은 메모리 봉인이며 나중에 알테어 이븐-라아하드가 《어쌔신 크리드: 리벨레이션》에서 자신의 도서관 열쇠로 사용한 것과 같은 유물이다.